# Filme 8 mm
8 mm é uma bitola cinematográfica, às vezes chamada de 8 mm Standard para diferençar do Super-8.
A mais estreita de todas as bitolas que chegaram a ser comercializadas regularmente, foi lançada pela Kodak em 1932, durante a Grande Depressão, na tentativa de criar um padrão para o filme doméstico mais barato que o 16 mm.
O filme 8 mm foi largamente utilizado por amadores até a década de 1960, acabando por ser substituído pelo Super-8, um novo formato da mesma bitola, com perfurações menores e portanto mais espaço útil para a imagem.
Possui uma resolução de cerca de 1500 linhas horizontais.

## Caracterísitcas da bitola
- largura do filme: 8 mm

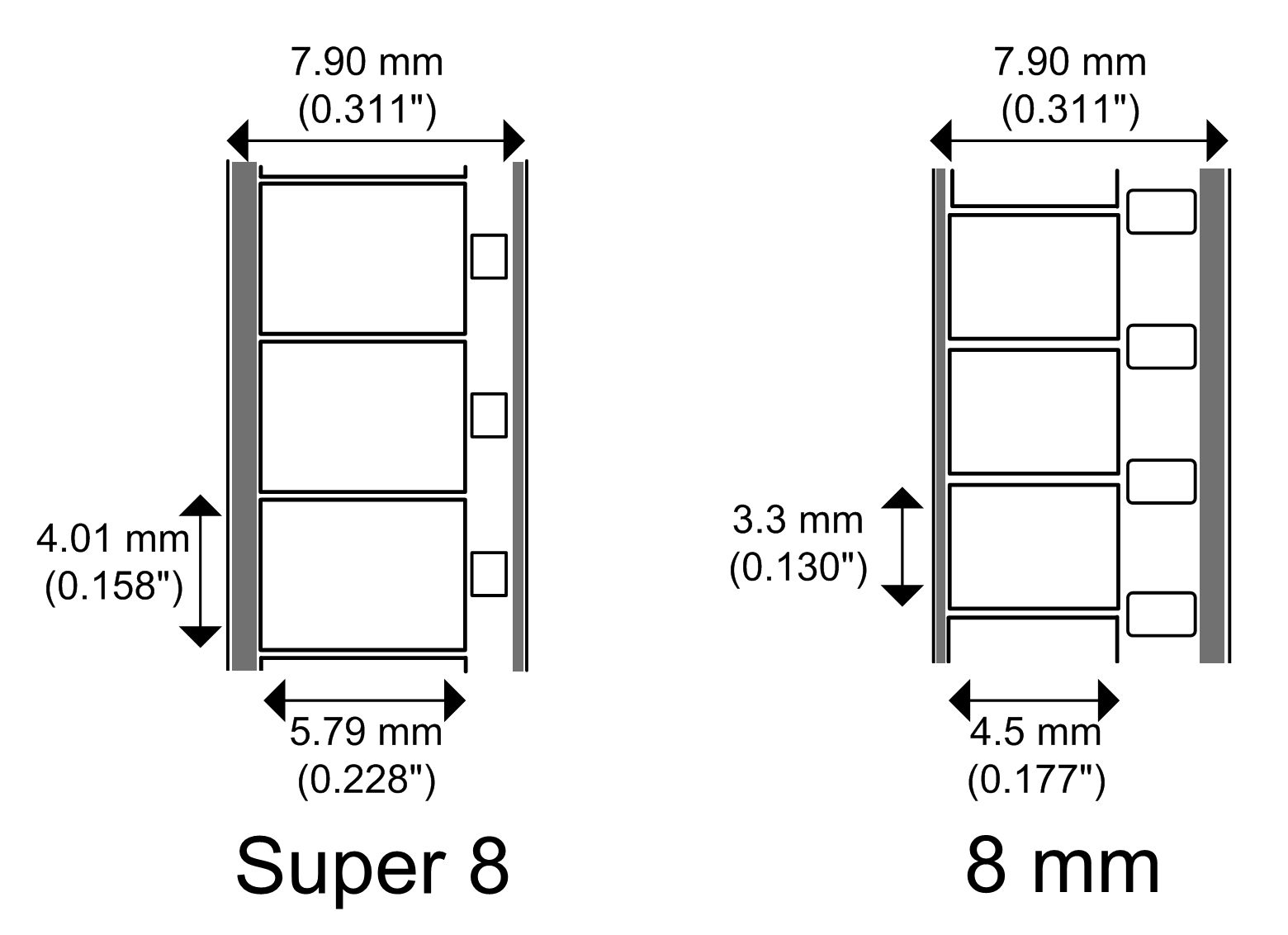
Comparação entre as dimensões do filme Super-8 com o 8 mm tradicional.

- dimensões do fotograma: 4,88 x 3,68 mm
- proporção do fotograma: 1,33
- diagonal do fotograma: 6,11 mm
- distância entre fotogramas: 3,81 mm
- perfurações por fotograma: 1
- dimensões da perfuração: 1,83 x 1,27 mm
- espaço reservado ao som: 0,75 mm
- cadência de projeção: 24 qps ou 10,16 cm/s
- fotogramas em 1 m de filme: 236
- tempo de projeção de 100 m de filme: 16 min 23 s